# فرانكو جانديني
فرانكو جانديني (بالإيطالية: Franco Gandini)‏ مواليد 27 يوليو 1936 في بارما، هو دراج إيطالي في صنف سباق الدراجات على المضمار. شارك في دورة الألعاب الأولمبية الصيفية وفاز بميدالية أولمبية.

## روابط خارجية
- فرانكو جانديني على موقع أرشيف الدراجات (الإنجليزية)
- فرانكو جانديني على موقع إحصائيات الدراجات الإحترافية (الإنجليزية)
- فرانكو جانديني على موقع CycleBase (الإنجليزية)
- فرانكو جانديني على موقع أوليمبيديا (الإنجليزية)
- فرانكو جانديني على موقع اللجنة الأولمبية الإيطالية (الإيطالية)